# غينو ارسي
غينو ارسي (بالإنجليزية: Geno Arce)‏ هو عازف قيثارة أمريكي، ولد في 1964.